# New Winthorpes
New Winthorpes – miasto w Antigui i Barbudzie, na wyspie Antigua (Saint George). Liczy 1330 mieszkańców (2013)